# Ethan Zuckerman
Ethan Zuckerman (nascido em 1972 ou 1973) é um programador, blogueiro e ativista estadunidense. Foi o fundador do Global Voices Online e o criador do pop-up, muito utilizado na web para anúncios.
É o diretor do Center for Civic Media (MIT) e autor do livro Rewire: Digital Cosmopolitans in the Age of Connection, vencedor do Zócalo Book Prize.